# Spirobolus coriaceus
Spirobolus coriaceus är en mångfotingart som beskrevs av Porath 1872. Spirobolus coriaceus ingår i släktet Spirobolus och familjen Spirobolidae. Inga underarter finns listade i Catalogue of Life.